# Japan Ice Hockey League 1969/70
Die Saison 1969/70 war die vierte Spielzeit der Japan Ice Hockey League, der höchsten japanischen Eishockeyspielklasse. Meister wurden zum insgesamt zweiten Mal in der Vereinsgeschichte die Ōji Eagles. Topscorer mit jeweils 25 Punkten wurden Takao Hikigi von Meister Ōji Eagles sowie Koji Iwamoto von den Seibu Prince Rabbits. 

## Modus
In der Regulären Saison absolvierte jede der fünf Mannschaften insgesamt acht Spiele. Der Erstplatzierte nach der Regulären Saison wurde Meister. Für einen Sieg erhielt jede Mannschaft zwei Punkte, bei einem Unentschieden einen Punkt und bei einer Niederlage null Punkte.

## Reguläre Saison

### Tabelle
|    | Team                     | GP | W | L | T | GF | GA | Pts |
| -- | ------------------------ | -- | - | - | - | -- | -- | --- |
| 1. | Ōji Eagles               | 8  | 7 | 1 | 0 | 62 | 13 | 14  |
| 2. | Seibu Prince Rabbits     | 8  | 6 | 2 | 0 | 63 | 26 | 12  |
| 3. | Iwakura Ice Hockey Club  | 8  | 4 | 4 | 0 | 45 | 37 | 8   |
| 4. | Furukawa Ice Hockey Club | 8  | 2 | 6 | 0 | 22 | 63 | 4   |
| 5. | Fukutoku Ice Hockey Club | 8  | 1 | 7 | 0 | 11 | 64 | 2   |

GP = Spiele, W = Siege, L = Niederlagen, T = Unentschieden

### Toptorschützen
| #  | Spieler             | Team    | Tore |
| -- | ------------------- | ------- | ---- |
| 1. | Takao Hikigi        | Ōji     | 15   |
| 2. | Hideaki Kurokawa    | Ōji     | 11   |
| 3. | Hitoshi Wakabayashi | Seibu   | 10   |
| 3. | Koji Iwamoto        | Seibu   | 10   |
| 5. | Minoru Itoh         | Iwakura | 9    |
| 5. | Osamu Wakabayashi   | Seibu   | 9    |

## Auszeichnungen
- Most Valuable Player – Takao Hikigi, Ōji Eagles

## All-Star-Team
| Tor          | Toshimitsu Otsubo (Ōji) | Toshimitsu Otsubo (Ōji) | Toshimitsu Otsubo (Ōji) | Toshimitsu Otsubo (Ōji) | Toshimitsu Otsubo (Ōji)   | Toshimitsu Otsubo (Ōji)   |
| Verteidigung | Takaaki Kaneiri (Ōji)   | Takaaki Kaneiri (Ōji)   | Takaaki Kaneiri (Ōji)   | Akira Nakano (Ōji)      | Akira Nakano (Ōji)        | Akira Nakano (Ōji)        |
| Sturm        | Takao Hikigi (Ōji)      | Takao Hikigi (Ōji)      | Koji Iwamoto (Seibu)    | Koji Iwamoto (Seibu)    | Osamu Wakabayashi (Seibu) | Osamu Wakabayashi (Seibu) |